# Roy Tarpley
Roy Tarpley, född den 28 november 1964 i New York, död 9 januari 2015 i Arlington i Texas, var en amerikansk basketspelare.

## Karriär
Roy Tarpley spelade på position power forward och även center. Han hade en bra förmåga på rebounds, han var intelligent poängskytt, hade bra skott på nära håll samt bra stabilitet på bollhavande.
Han blev känd för att ha spelat för Dallas Mavericks i NBA. Där utmärktes han som rookie 1987 och bästa spelare 1988. Förbundet stängde 1991 av honom från ligan på grund av drogproblem.
Han flyttade till Grekland och Aris sommaren 1992, året som Nikos Galis lämnade laget och i slutet på säsongen 1993 hade han varit med om att vinna Cupvinnarcupen i Turin mot Efes Pilsen. I grekiska ligan blev han bäste returtagaren med 17,2 i snitt och nummer ett på steals med 2,2 i snitt.
Säsongen 1993–1994 köptes han av Olympiakos med målet att vinna Euroleague. Roy Tarpley var en huvudspelare för laget ända fram till finalen i Tel Aviv och den oväntade förlusten i finalen mot Joventut Badalona. Med Olympiakos med Jiannis Ioannidis som tränare vann han grekiska ligan.
Nästa säsong fick han en ny chans i NBA men stängdes åter av samma år för användning av droger.
Säsongen 1995–1996 återvände han till Grekland för att spela för Iraklis med vilka han nådde ända till finalen i grekiska cupen 1996.

## Lag
- 1986-1991 Dallas Mavericks
- 1992-1993 Aris
- 1993-1994 Olympiakos
- 1994-1995 Dallas Mavericks
- 1995-1996 Iraklis